# Mayabeque (tỉnh)
Tỉnh Mayabeque là một trong 2 tỉnh mới của Cuba, được thành lập vào ngày 1/8/2010 theo sau sự chia tách tỉnh La Habana.
Mayabeque bao gồm 11 khu tự quản phía đông của tỉnh La Habana cũ cùng với thủ phủ San José de las Lajas. Tên tỉnh Mayabeque xuất phát từ sông Mayabeque  (là sông lớn nhất trong tỉnh) và Bãi biển Mayabeque ở bờ phía nam, một nơi được tin nguyên là làng La Habana được phát hiện năm 1514.

## Khu tự quản
| Kgu tự quản           | Diện tích (km²) | Dân số  | Người./km² |
| --------------------- | --------------- | ------- | ---------- |
| Bejucal               | 116,36          | 26.966  | 231,7      |
| San José de las Lajas | 592,67          | 74.186  | 125,2      |
| Jaruco                | 275,9           | 25.135  | 91,1       |
| Santa Cruz del Norte  | 379,38          | 34.216  | 90,2       |
| Madruga               | 459,58          | 29.805  | 64,9       |
| Nueva Paz             | 522,8           | 25.471  | 48,7       |
| San Nicolás           | 228,86          | 20.695  | 90,4       |
| Güines                | 433,09          | 67.919  | 156,8      |
| Melena del Sur        | 233,56          | 20.646  | 88,4       |
| Batabanó              | 263,43          | 26.944  | 102,3      |
| Quivicán              | 227,1           | 29.463  | 129,7      |
| Total                 | 3.732,73        | 381.446 | 102,2      |

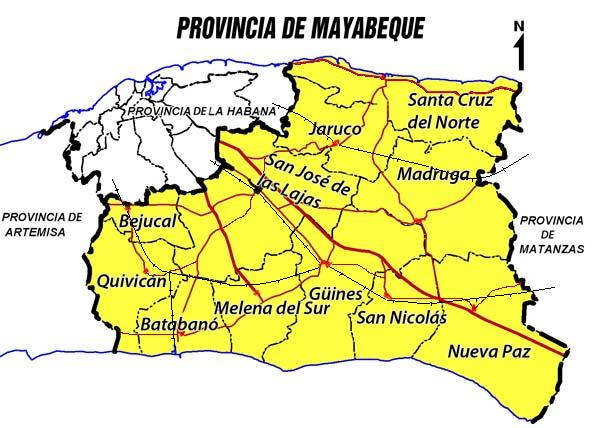
Bản đồ Mayabeque

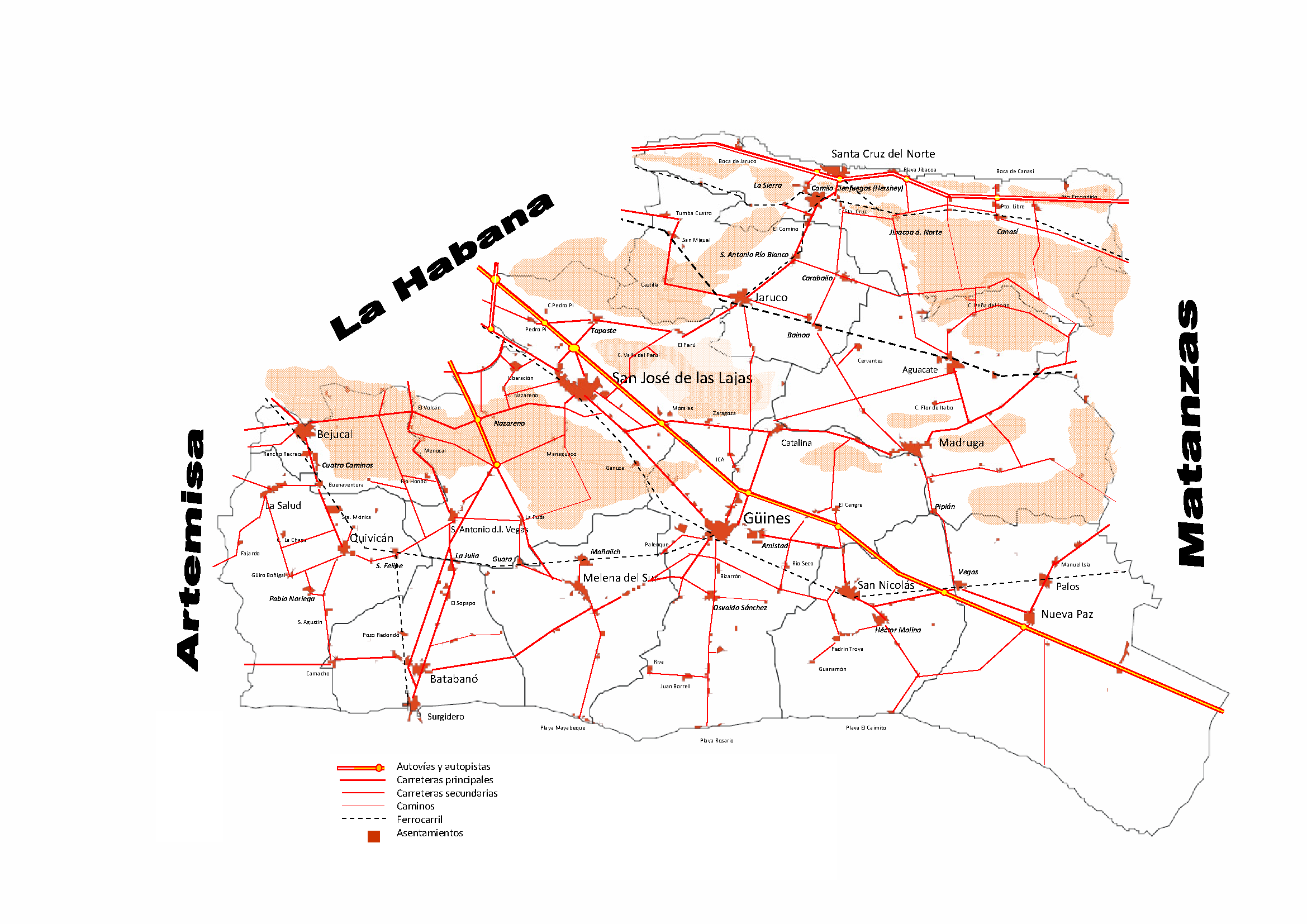
Bản đồ giao thông Mayabeque

Nguồn: Oficina Nacional de Estadísticas e Instituto de Planificación Física/2010 